# Seznam slovenskih rap skupin
Ta seznam vključuje slovenske rap glasbene skupine.

## F
- Fundamental

## I
- Izbrani

## K
- Kocka

## M
- Murat & Jose
- Moveknowledgement

## P
- Pasji kartel

## R
- Raptorstar
- Replica
- Rap Virus Crew